# Miyaviuta ~Dokusou~
Miyaviuta ~Dokusou~ (雅-みやびうた-歌～独奏～) – album wydany przez Miyaviego 13 września 2006 roku.

## Lista utworów
1. "Jikoai, Jigajisan, Jiishiki Kajou (Instrumental)" – 1:00
(自己愛、自画自賛、自意識過剰 (Instrumental))
2. "Selfish Love -Aishitekure, Aishiteru Kara-" – 3:04
 (愛してくれ、愛してるから)
3. "Please, Please, Please" – 3:10
(プリーズ、プリーズ、プリーズ。)
4. "Dear My Love..." – 4:00
5. "Boku wa Shitteru" – 4:23
(僕は知ってる。)
6. "How to Love" – 2:51
7. "Baka na Hito" – 4:22
(バカな人)
8. "Kimi ni Funky Monkey Vibration" – 2:52
(君にファンキーモンキーバイヴレーション)
9. "We Love You -Sekai wa Kimi wo Aishiteru-" – 4:52
(～世界は君を愛してる～)
10. ""Aishiteru" Kara Hajime You" – 3:12
("愛してる"からはじめよう)
11. "Jiko Shijou Shugisha no Nare no Hate (Instrumental)" – 2:01
(自己至上主義者の成れの果て (Instrumental))
12. "Are You Ready to Love?" - 3:47